# Gare de YRP Nobi
La gare de YRP Nobi (YRP野比駅, Waiārupī Nobi-eki) est une gare ferroviaire de la ville de Yokosuka, dans la préfecture de Kanagawa au Japon. La gare est exploitée par la compagnie Keikyū.

## Situation ferroviaire
La gare est située au point kilométrique (PK) 7,2 de la ligne Keikyū Kurihama qui commence à la gare de Horinouchi.

## Histoire
La gare de YRP Nobi a été inaugurée le 1er novembre 1963 sous le nom de gare de Nobi. Elle reçoit son nom actuel en 1998.

## Service de voyageurs

### Desserte
- Ligne Keikyū Kurihama :
  - voie 1 : direction Miurakaigan et Misakiguchi
  - voie 2 : direction Yokohama et Shinagawa